# 영진고등학교
영진고등학교(永進高等學校)는 대한민국 대구광역시 북구 복현동에 위치한 사립 고등학교이다.

## 학교 연혁
- 1972년 2월 11일 : 대구공업전수학교 설립인가(9학급. 전자 5, 전기 2, 통신 2 - 540명)
- 1972년 3월 1일 : 초대 최종곤 교장 취임
- 1972년 3월 4일 : 대구공업전수학교 개교, 제1회 입학식
- 1974년 1월 5일 : 학교법인 영진교육재단 설립인가
- 1974년 1월 17일 : 대구공업전수학교 상급학교 입학 학력 인정학교 지정
- 1980년 1월 24일 : 영진고등학교 설립인가(학년당 8학급 총 24학급)
- 1980년 1월 29일 : 대구공업전수학교 폐지인가
- 1980년 3월 1일 : 초대 금용성 교장 취임
- 1980년 3월 5일 : 영진고등학교 개교, 제1회 입학식
- 1983년 2월 5일 : 교지 永進 창간호 발행
- 1983년 2월 10일 : 제1회 졸업식
- 1988년 11월 17일 : 학교법인 영진학원 인가, 이사장 최달곤 박사 취임
- 2003년 4월 25일 : 별관 신축(교실 14실)
- 2007년 4월 11일 : 양현관(도서관) 개관
- 2009년 12월 30일 : 학교식당 준공
- 2016년 3월 1일 : 제12대 전호진 교장 취임
- 2020년 2월 6일 : 제38회 졸업식(234명) 졸업생 누계 20,281명
- 2020년 5월 8일 : 학교법인 영진학원 제3대 이사장 홍성태 박사 취임

## 참고 자료
- 영진고등학교 - 한국교육학술정보원 학교알리미